# Bob Ledger
Robert Hardy Ledger, più conosciuto come Bob Ledger (Chester-le-Street, 5 ottobre 1937 – Doncaster, 14 settembre 2015) è stato un calciatore inglese, di ruolo centrocampista.

## Carriera
Esordisce tra i professionisti nella stagione 1955-1956, in cui gioca una partita in prima divisione con l'Huddersfield Town; dopo la retrocessione dei Terriers viene riconfermato per il successivo campionato di seconda divisione, e rimane in squadra per complessive ulteriori 6 stagioni, fino al termine della stagione 1961-1962, con un bilancio totale di 57 presenze e 7 reti in seconda divisione con il club.
Nell'estate del 1962 si trasferisce all'Oldham Athletic, con cui nella stagione 1962-1963 viene promosso dalla Fourth Division alla Third Division, categoria in cui gioca poi fino alla stagione 1967-1968, per un totale di 222 presenze e 37 reti nel club. Nel corso della stagione 1967-1968 passa a campionato iniziato al Mansfield Town, sempre in terza divisione (65 presenze e 19 reti nel club fra tutte le competizioni ufficiali); vi rimane fino al termine della stagione 1968-1969, mentre nella stagione 1969-1970 milita nel Barrow, sempre nella medesima categoria. Chiude infine la carriera con i semiprofessionisti dello Stockton.